# یواس‌اس روندو (آی‌دی-۲۴۸۸)
یواس‌اس روندو (آی‌دی-۲۴۸۸) (به انگلیسی: USS Rondo (ID-2488)) یک کشتی بود که طول آن ۴۶۸ فوت (۱۴۳ متر) بود. این کشتی در سال ۱۹۱۴ ساخته شد.